# Pan di ramerino
Il pan di ramerino è un panino, non troppo grande, morbido e dolce fatto con pasta di pane, uva sultanina (zibibbo) e rosmarino. All'impasto spesso viene aggiunto anche del latte e delle uova.
Di origine medievale, col tempo ha certamente avuto un'evoluzione nei suoi ingredienti (si pensi all'uso dello zucchero, per esempio). Legato tradizionalmente al periodo antecedente la Pasqua, in tempi non molto lontani il pan di ramerino si trovava in vendita nei forni fiorentini e del circondario solamente il giorno del Giovedì santo, già benedetto dai parroci della zona.
Oggi, il pan di ramerino si può trovare in vendita anche in altri periodi dell'anno.
Il pan di ramerino viene fatto lievitare per circa un'ora e poi fatto cuocere, fin tanto che l'olio con il quale è stato precedentemente spennellato (con un rametto di rosmarino fresco) non gli dà il tipico colore brunito e lucido in superficie.
All'aspetto si presenta come una piccola pagnottella circolare con un taglio a croce che serve per favorirne la lievitazione.
Ramerino è il nome che si usa in Toscana per la pianta del rosmarino.